# فيكتور هاينتز
فيكتور هاينتز هو محامي وسياسي أمريكي، ولد في 20 نوفمبر 1876 في إلينوي في الولايات المتحدة، وتوفي في 27 ديسمبر 1968 في سينسيناتي في الولايات المتحدة. نشط حزبياً في الحزب الجمهوري. وقد انتخب عضو مجلس النواب الأمريكي ‏.